# Roches, Creuse
Roches là một xã thuộc tỉnh Creuse trong vùng Nouvelle-Aquitaine miền trung nước Pháp. Xã này nằm ở khu vực có độ cao trung bình 500 mét trên mực nước biển.

## Dân số
| 1962                                                 | 1968 | 1975 | 1982 | 1990 | 1999 | 2005 |
| ---------------------------------------------------- | ---- | ---- | ---- | ---- | ---- | ---- |
| 458                                                  | 535  | 484  | 463  | 420  | 389  | 396  |
| Số liệu điều tra từ năm 1962 Dân số chỉ tính một lần |      |      |      |      |      |      |

## Địa điểm nổi bật
- Nhà thờ từ thế kỷ 12.
- Nhà thờ nhỏ thế kỷ 14 tại Chapelle-Malvalaise.
- Nhà thờ nhỏ thế kỷ 19 Notre-Dame, at Richefolle.